# Калев (баскетбольный клуб)
«Калев» (эст. BC Kalev/Cramo) — эстонский баскетбольный клуб из Таллина, победитель последнего чемпионата СССР по баскетболу 1991 года.

## История клуба
Баскетбольный клуб «Калев» был основан в 1920-х годах при одноимённом эстонском спортивном обществе.

### Выступления в чемпионатах СССР
Клуб участвовал в чемпионатах СССР, в 1991 году стал победителем.
Чемпионами СССР в составе «Калева» стали: Сергей Бабенко, Джордж Джексон, Александр Караваев, Герт Кулламяэ, Айвар Куусмаа, Маргус Метстак, Андрус Нагел, Марек Ноорметс, Рауно Пехка, Иво Саксакульм, Тийт Сокк, Айвар Тоомисте.
После распада СССР ведущие игроки уехали играть в европейские клубы.

### Выступления в чемпионатах Эстонии
В сезоне 1993/1994 клуб почти распался, а годом позже, в сезоне 1994/1995, выступал в чемпионате Эстонии уже под брендом «Kalev/Auma». В сезоне 1995/96 команда возвращает себе прежнее имя, в неё возвращаются Мартин Мюйрсепп (эст. Martin Müürsepp) и Маргус Метстак (эст. Margus Metstak), а в сезоне 1996/97 возвращается и Тийт Сокк (эст. Tiit Sokk).
В сезоне 1997/98 за клуб выступают Рауно Пехка (Rauno Pehka), Герт Кулламяэ (эст. Gert Kullamäe), вернувшийся в команду Сергей Бабенко и американские игроки. В том же сезоне Тийт Сокк уезжает играть в Грецию. В сезоне 1999/2000 клуб становится чемпионом Эстонии. Сезон 2004/2005 становится для команды последним.

## Современное положение клуба
В настоящее время в первенствах лиги мастеров чемпионата Эстонии и Балтийской баскетбольной лиги «SEB BBL Challenge Cup» (ББЛ) участвуют 2 клуба, в названиях которых присутствует словосочетание «Tallinna Kalev» (Таллинский Калев), это:
- БК «Калев/Крамо» (эст. Tallinna BC Kalev/Cramo), бывший БК «Ehitustööriist», купивший перед сезоном 2005/2006 у концерна «Калев» права на использование бренда «Kalev» в новом названии клуба;
- собственно БК «Таллинна Калев» (эст. Tallinna Kalev), бывший БК «Пирита» (эст. BC Pirita), основанный в 2002 г. и заключивший в мае 2008 года с таллинским отделением Эстонского спортивного общества «Калев» договор, дающий клубу право, начиная с сезона 2008/2009, выступать под именем «Tallinna Kalev».

3 июня 2006 года в таллинском зале Саку Суурхалль «Калев» отметил свою историческую победу в финале последнего чемпионата СССР матчем со звёздами тех лет из мадридского клуба «Реал». Из «золотой» команды последних чемпионов СССР на паркет вышли Тийт Сокк, Айвар Куусмаа, Рауно Пехка, Маргус Метстак, Герт Кулламяэ, Сергей Бабенко, Андрус Нагель, Индрек Румма, Александр Караваев, Марек Ноорметс, Иво Саксакульм, Айвар Тоомисте, Джордж Джексон, Хейно Энден и Мартин Мюйрсепп. Тренером выступил Яак Салуметс. Команда ветеранов «Калева» обыграла звёзд «Реала» со счётом 84:77.

## Сезоны
| Сезон   | Лига | Уровень | Рег. чемп. | Плей-офф  | Регион                   | Еврокубки         |
| ------- | ---- | ------- | ---------- | --------- | ------------------------ | ----------------- |
| 2009–10 | КМЛ  | 1       | 4          | 3-е место | 4-е место (гр.В) ЕЛ ВТБ  | -                 |
| 2009–10 | КМЛ  | 1       | 4          | 3-е место | 7-е место ББЛ            | -                 |
| 2010–11 | КМЛ  | 1       | 1          | Чемпион   | 6-е место (гр.В) ЕЛ ВТБ  | -                 |
| 2010–11 | КМЛ  | 1       | 1          | Чемпион   | 9-е место ББЛ            | -                 |
| 2011–12 | КМЛ  | 1       | 2          | Чемпион   | 9-е место (гр.А) ЕЛ ВТБ  | -                 |
| 2011–12 | КМЛ  | 1       | 2          | Чемпион   | Четвертьфинал ББЛ        | -                 |
| 2012–13 | КМЛ  | 1       | 1          | Чемпион   | 10-е место (гр.А) ЕЛ ВТБ | -                 |
| 2012–13 | КМЛ  | 1       | 1          | Чемпион   | 3-е место ББЛ -          | -                 |
| 2013-14 | КМЛ  | 1       | 2          | Чемпион   | 10-е место (гр.А) ЕЛ ВТБ | Гр.этап Еврокубка |

## Известные баскетболисты, ранее игравшие за команду
| - / Тийт Сокк - / Айвар Куусмаа - / Маргус Метстак - / Сергей Бабенко - Мартин Мюйрсепп |